# Печери Святого Беата

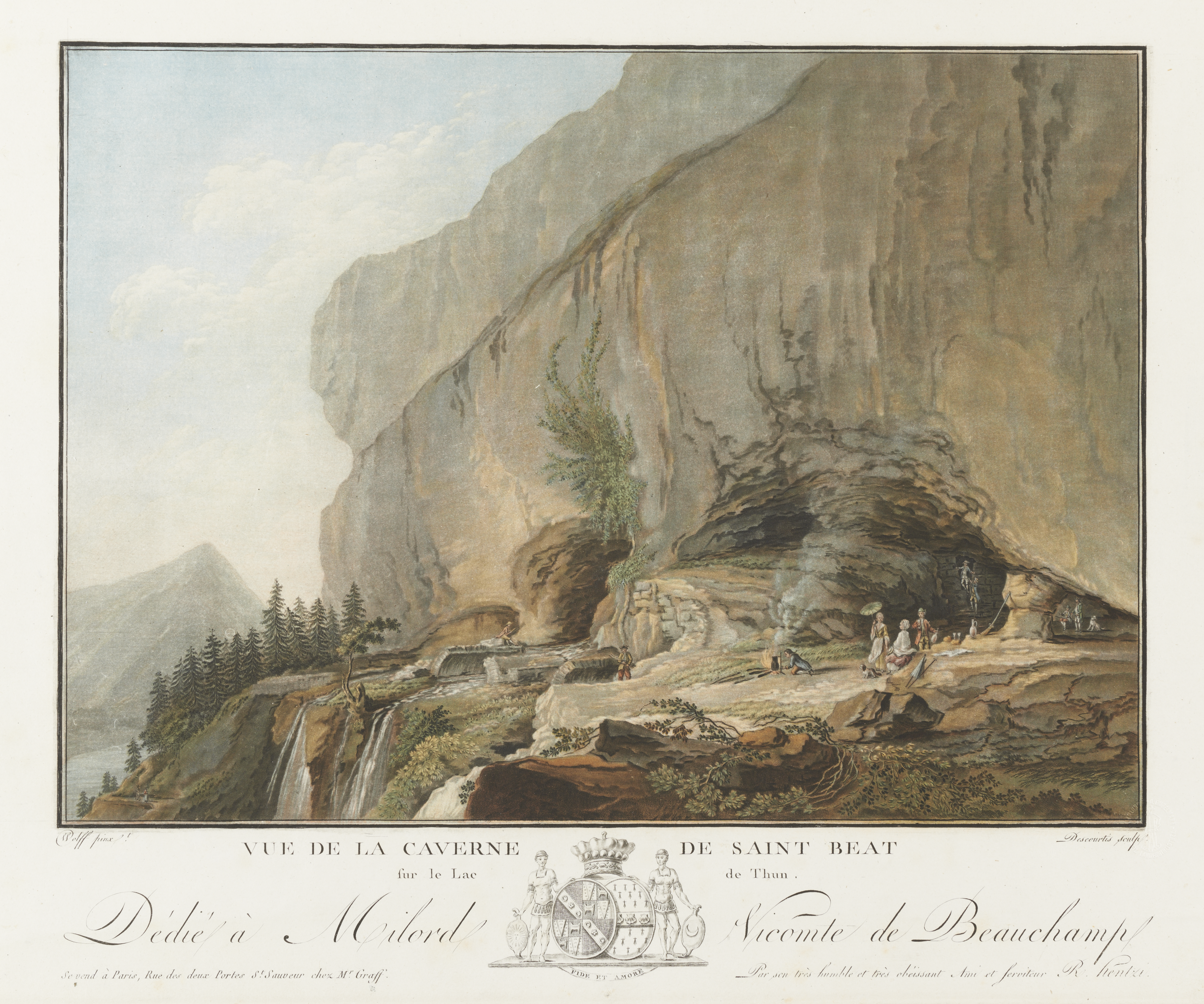
Печери Беата, 1785 рік

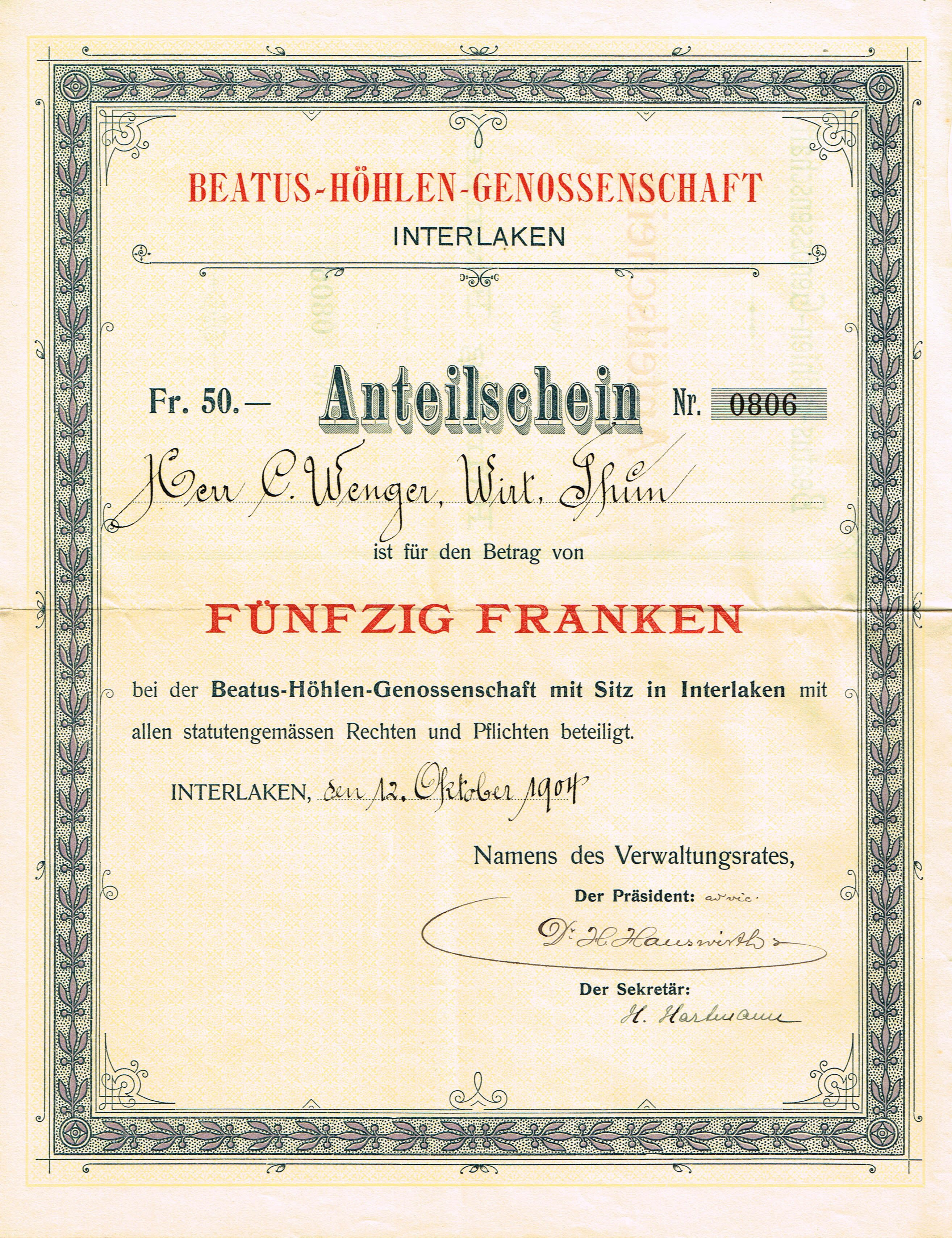
Акція на 50 франків кооперативу «Печери Беата» від 12 жовтня 1904 року

Пече́ри Свято́го Беа́та (нім. St. Beatus-Höhlen) — це комплекс карстових печер, розташований під Беатенбергом поблизу Інтерлакена в кантоні Берн, Швейцарія.
Печерна система знаходиться на північному березі Тунського озера. Вона доступна для відвідування з екскурсоводом на довжину близько 1 км всередину масиву гори Нідергорн, при цьому долається перепад висот у 87 м. За легендою, саме тут помер святий Беат. Нижче печер проходить частина Шляху святого Якова.

## Історія
За легендою, у середньовіччі в печерах мешкав жахливий вогнедишний дракон. Святий Беат виступив проти нього з хрестом, закликаючи Святу Трійцю. Після цього дракон утік, з ревом кинувся в Тунське озеро і потонув. Вважається, що святий Беат влаштував у печері свою келію і жив там до самої смерті. Біля входу в печеру сьогодні можна оглянути могилу святого Беата та реконструкцію його келії. До Реформації в печері знаходилася паломницька каплиця на честь святого, що підпорядковувалася монастирю в Інтерлакені. У 1528 році уряд Берна наказав знести каплицю та замурувати вхід до печери, щоб припинити паломництво. Однак католики з Унтервальдена не відмовилися від паломництв і знову відкрили вхід; так замуровування та відкриття відбувалися кілька разів. Як противагу культу печер Беата, уряд Берна у 1534–1535 роках збудував на Беатенберзі євангелічно-реформатську церкву.
«Капітанський грот», що є частиною печер Беата, названий на честь Йоганнеса Кнехтенгофера, першого капітана пароплава на Тунському озері.

## Туризм та дослідження
До входу можна дістатися з північної берегової дороги або на кораблі, а потім пішохідною стежкою. Біля входу можна побачити водоспади. Облаштована та освітлена частина печери, відкрита для громадськості, має довжину близько 1 кілометра. Печери відкриті цілий рік, і їх можна відвідувати самостійно без екскурсовода.
Платна екскурсія гротами, залами та ущелинами з вражаючими крапельниковими утвореннями триває близько години.
На сьогоднішній день досліджено близько 14 кілометрів розгалуженої мережі печер.

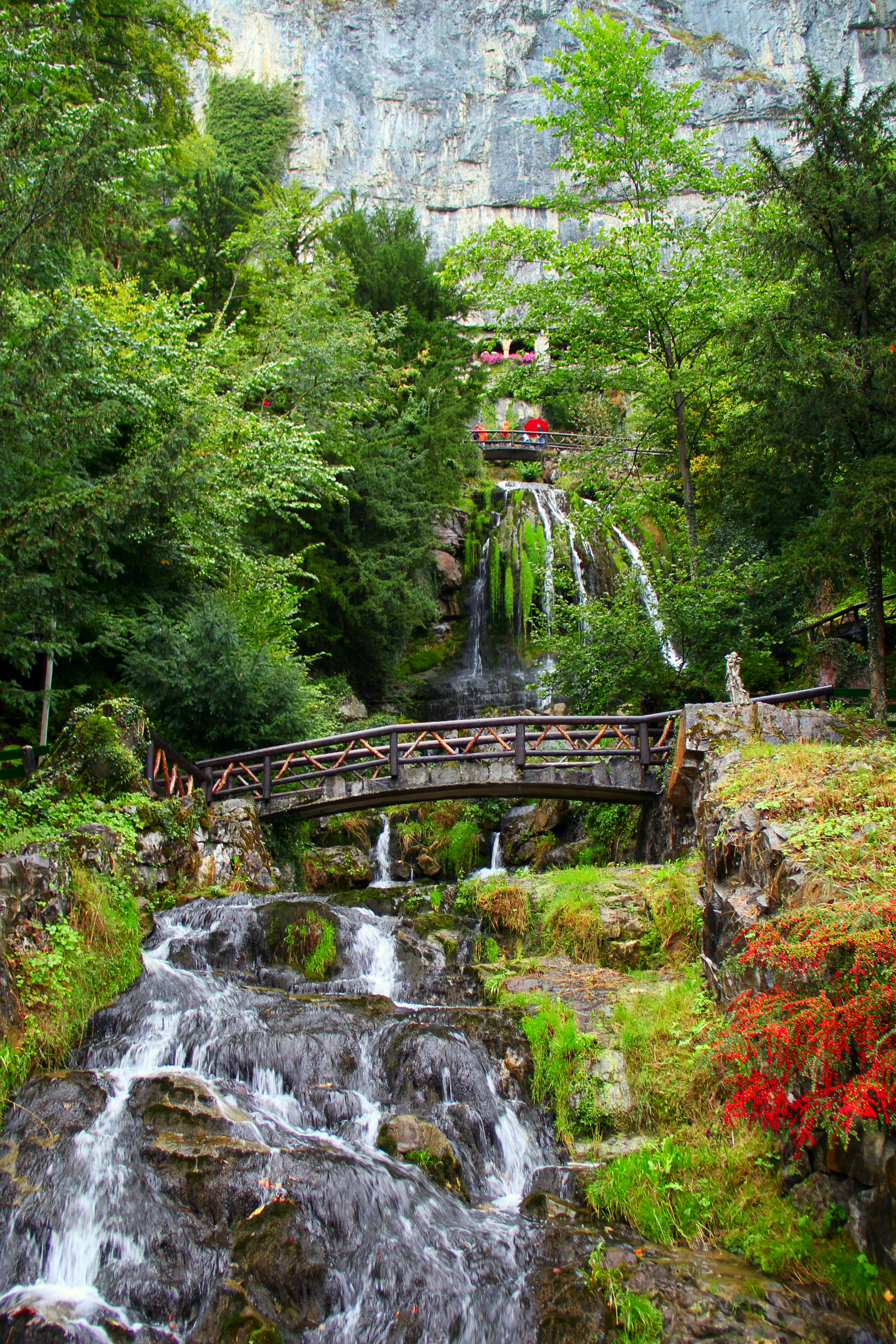
Підхід до печер
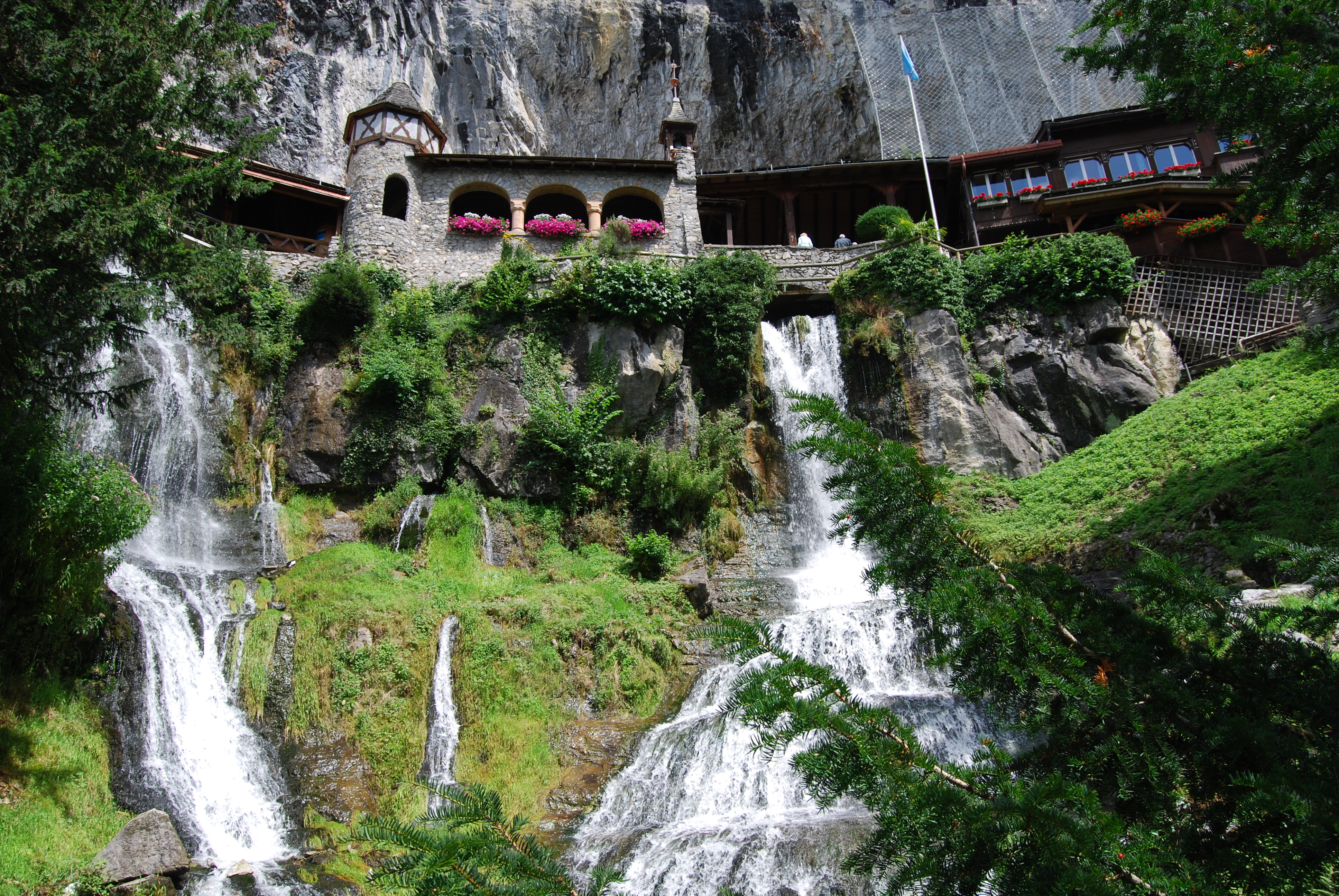
Водоспади
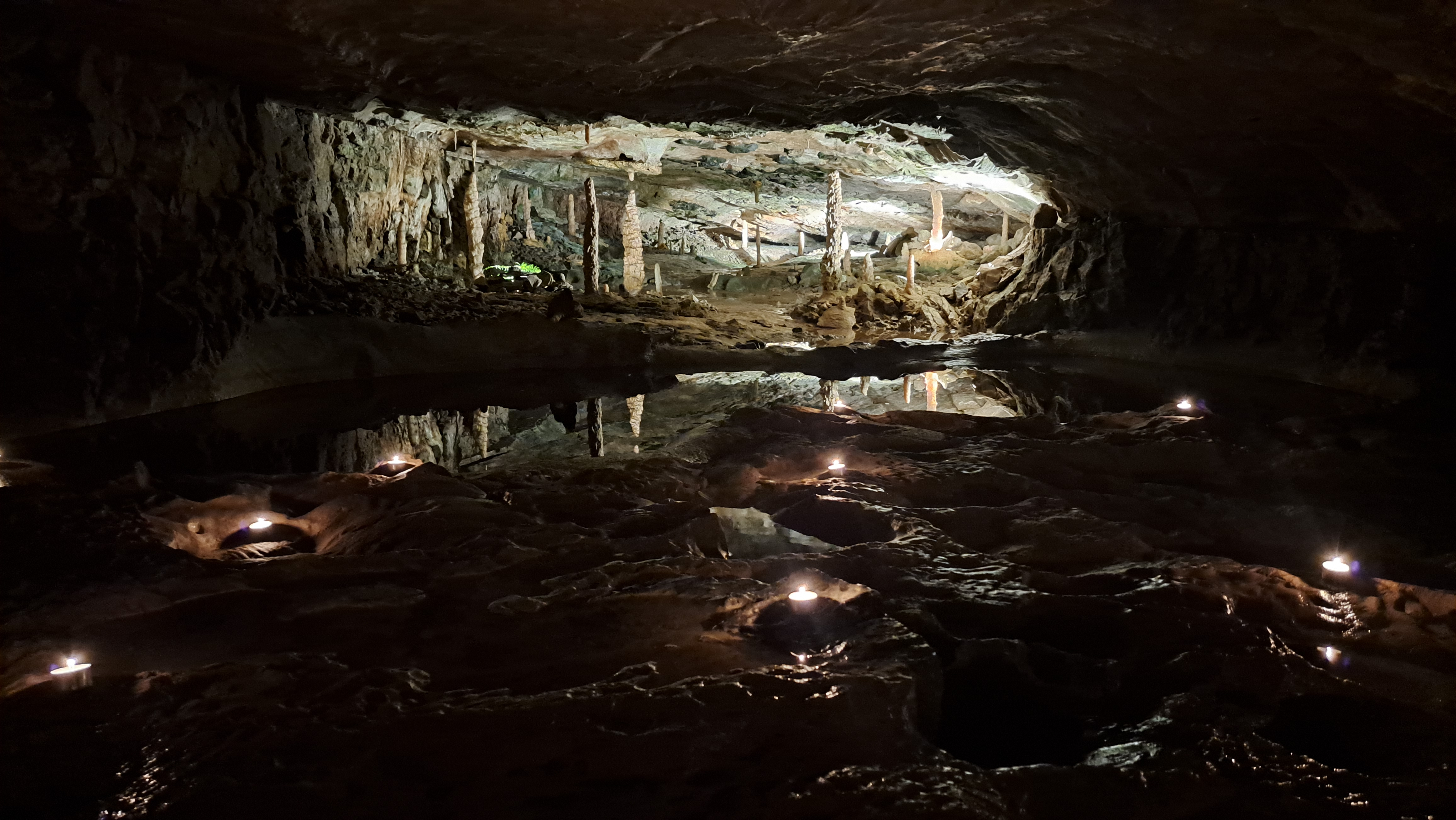
Сталактити в Гроті трьох сестер
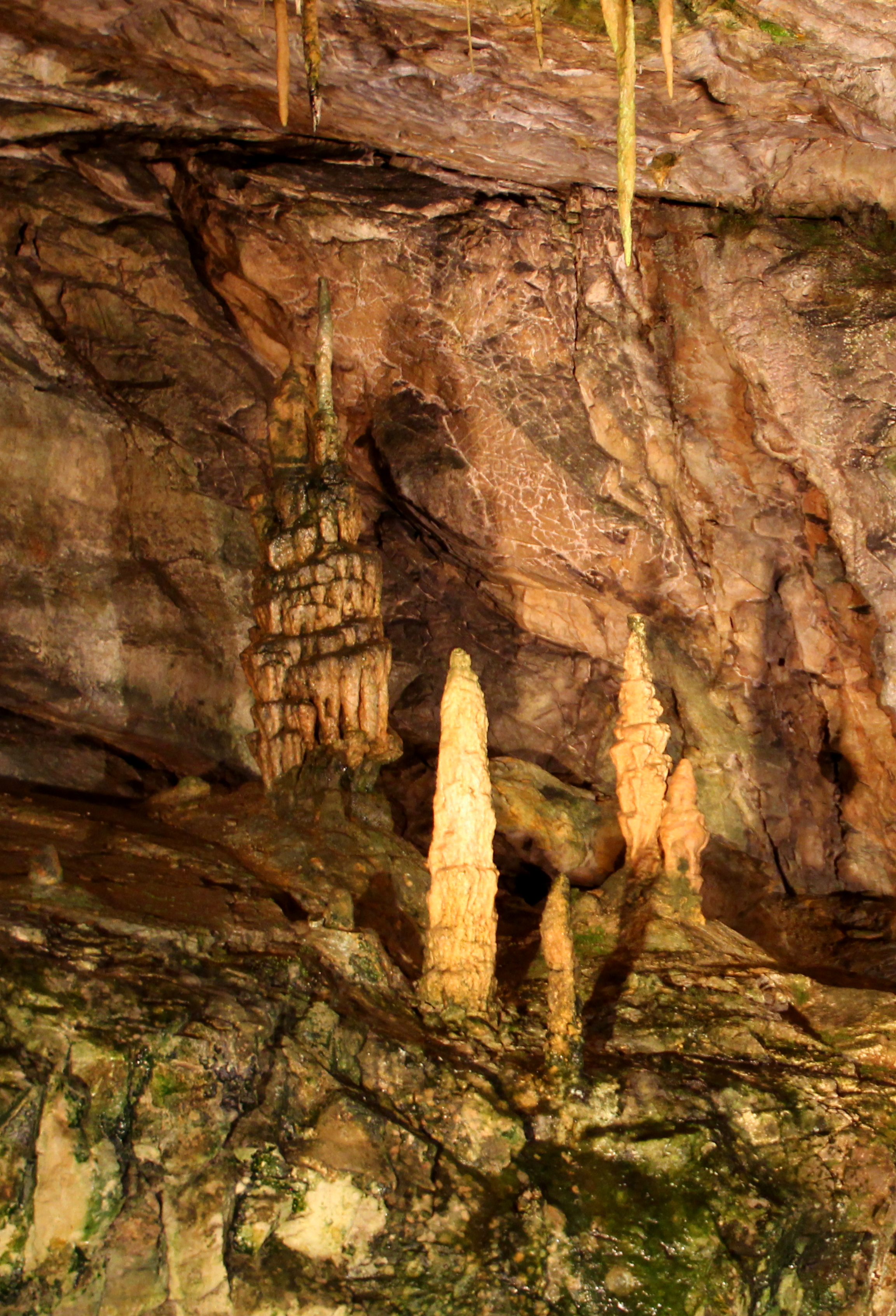
Сталактити
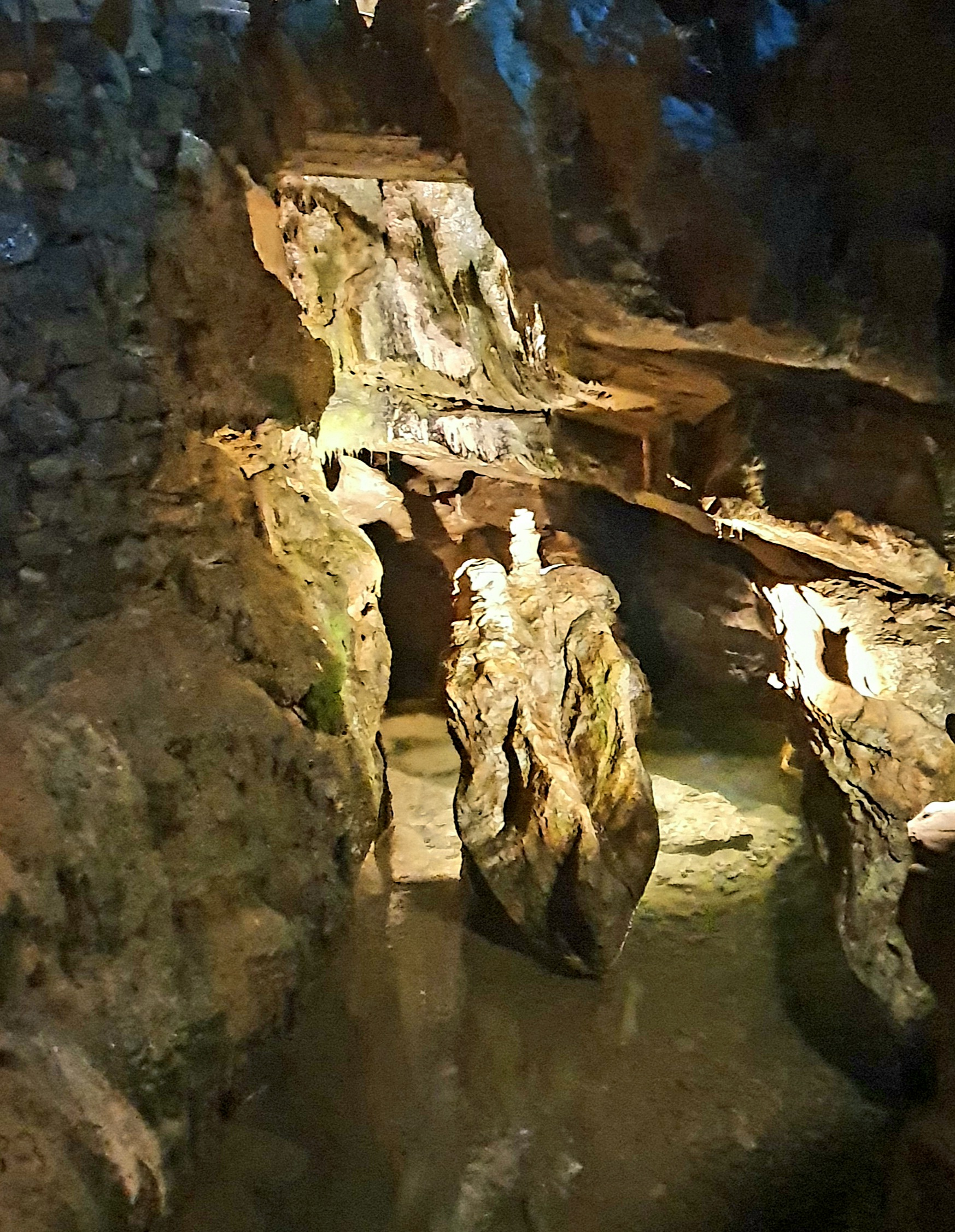
Сталактити
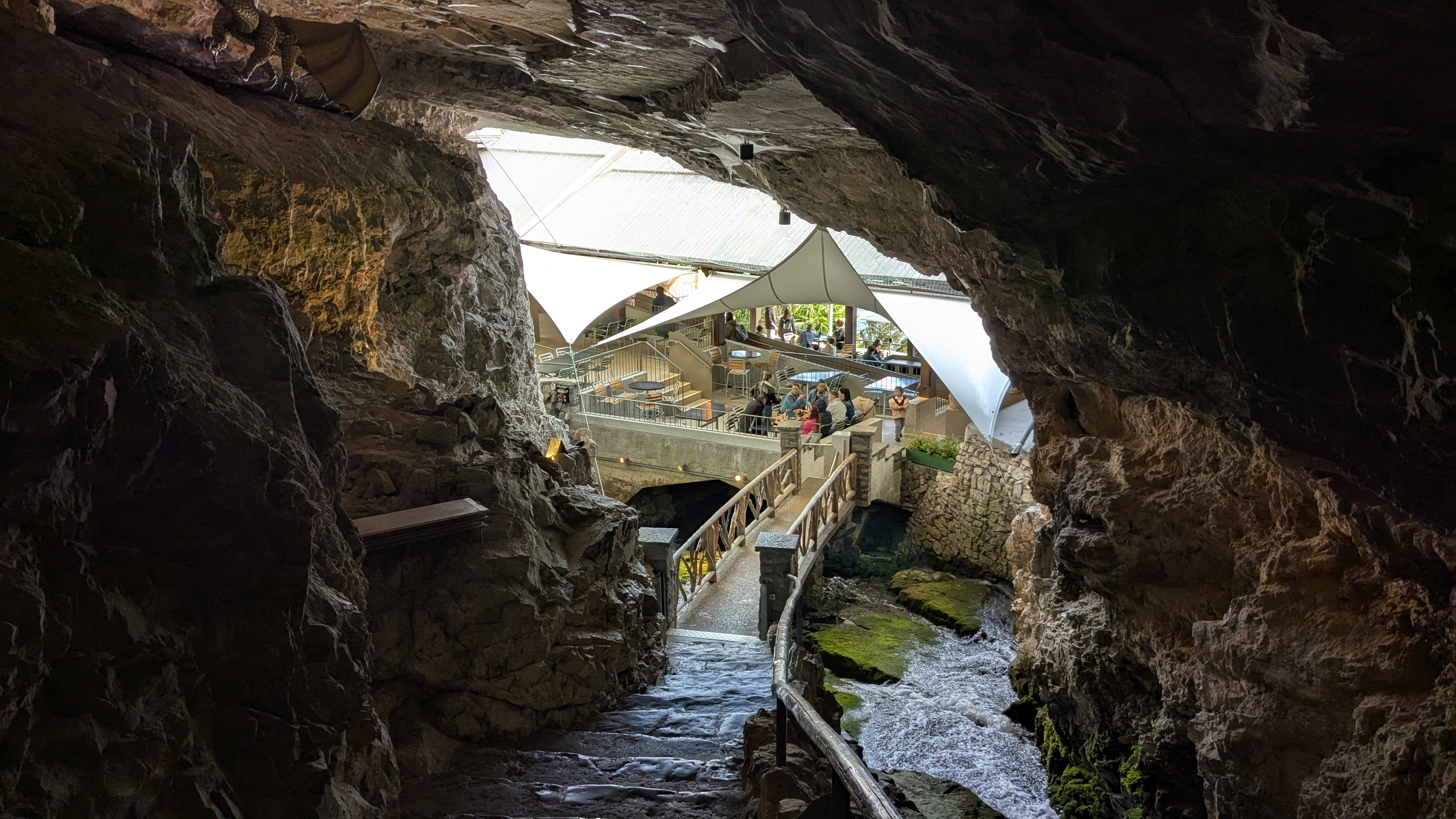
Вихід з печер Святого Беата
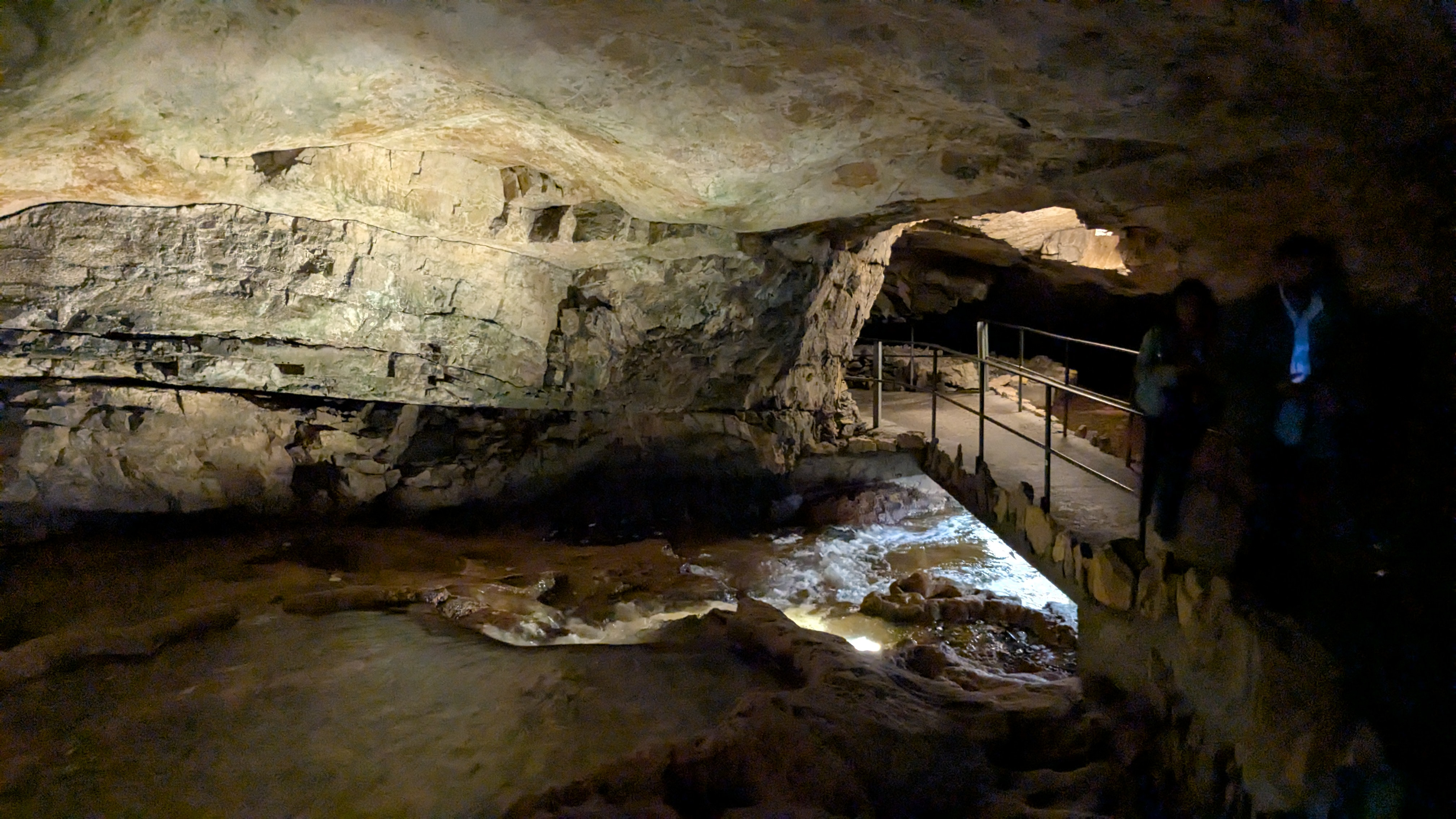
Доріжка всередині печери